# مورخان نوین
مورخان نوین (عبری: ההיסטוריונים החדשים‎، HaHistoryonim HaChadashim) گروهی از مورخان اسرائیلی هستند که به‌صورت آزادانه تعریف شده و روایت‌های سنتی تاریخ اسرائیلی را به‌چالش کشیده‌اند، از جمله نقش اسرائیل در آوارگی فلسطینیان در سال ۱۹۴۸ و تمایل عرب‌ها به مذاکره برای صلح. این اصطلاح در سال ۱۹۸۸ توسط بنی موریس، یکی از برجسته‌ترین مورخان نوین، ابداع شد. به گفته یتان برونر از نیویورک تایمز، مورخان نوین به دنبال پیشبرد روند صلح در منطقه بوده‌اند.
بیشتر منابع اصلی اولیه مورد استفاده این گروه از مقالات دولت اسرائیل است که به دلیل محرمانه شدن سی ساله پس از تأسیس اسرائیل، به تازگی در دسترس قرارگرفته‌است. درک تاریخ‌نگاری جدید با انتشار آثار چهار دانشمند در دهه ۱۹۸-ظهور کرد: بنی موریس، ایلان پاپه، اوی شلایم و سیمها فلاپان. متعاقباً، بسیاری از مورخان و جامعه‌شناسان تاریخی دیگر، از جمله تام سگف، هیلل کوهن، باروخ کیمرلینگ، جوئل میگدال، ادیت زرتال و شلومو سند با این جنبش شناخته شده‌اند.
این جنبش در ابتدا توسط مردم طرد شد، اما سرانجام در دهه ۱۹۹۰ مورخان نوین در اسرائیل مشروعیت یافتند. برخی از نتیجه‌گیری‌های آن‌ها در ایدئولوژی سیاسی پسا صهیونیست‌ها گنجانده شده‌است. نظرات سیاسی مورخان منفرد است، و هرکدام در دوره‌های متفاوتی از تاریخ اسرائیل تخصص دارند..

## استدلال‌های اصلی
اوی شلایم اختلافات مورخان نوین را با آنچه وی «تاریخ رسمی» خواند، با عبارات زیر شرح داد:

- در نسخه تاریخ رسمی گفته شده که انگلیس سعی داشت مانع ایجاد دولت یهود شود. مورخان نوین ادعا کردند که اتفاقاً انگلیس سعی در جلوگیری از ایجاد کشور فلسطین داشته‌است نه اسرائیل.
- در روایت رسمی گفته شده که فلسطینی‌هاا با اختیار خود از خانه‌های خود گریختند. مورخان نوین گفتند که آوارگان، یا تحت تعقیب قرارگرفتند یا اخراج شدند.
- تاریخ رسمی می‌گفت توازن قوا به نفع اعراب است. مورخان نوین گفتند که اسرائیل از نظر نیرو و اسلحهدست برتر را دارد.
- روایت رسمی می‌گوید اعراب برای نابودی اسرائیل برنامه‌ای هماهنگ داشتند. مورخان نوین گفتند که اعراب متفرق شده‌بودند و انسجام نداشتند.
- نسخه رسمی تاریخ گفته سازش‌ناپذیری اعراب مانع صلح جلوگیری می‌باشد. مورخان نوین گفتند که مقصر اصلی «بن‌بست» اسرائیل است.

پاپه می‌گوید رهبران صهیونیست قصد داشتند اکثر اعراب فلسطینی را جابجا کنند. موریس معتقد است که آوارگی در گرمای جنگ اتفاق افتاده‌است. بر اساس گزارش مورخان نوین، اسرائیل و کشورهای عربی هردو در قبال درگیری اعراب و اسرائیل و وضعیت اسرائیل فلسطین سهیم هستند.

## تأثیر بر روایت تاریخی سنتی اسرائیل و افکار عمومی
میشال بن‌ژوزف هیرش، استدلال می‌کند که قبل از ظهور مورخان نوین، اسرائیلی‌ها روایت تاریخی یک طرفه‌ای از شرایط منجر به ایجاد مشکل آوارگان فلسطینی داشتند و هرگونه روایت متقابل دیگر ممنوع بود. «به گفته بن ژوزف هیرش، نتیجه‌گیری مورخان نوین و بحث گسترده‌ای که آن‌ها راه انداختند، این تابو تمام‌شد و دیدگاه به مشکل آوارگان فلسطینی و علل آن را در اسرائیل تغییر داد.» بن یوزف هیرش می‌گوید تاریخ‌نگاری سنتی اسرائیلی این‌طور روایت می‌کند که از سال ۱۹۴۸ تا اواخر دهه ۱۹۹۰ اعراب سبب آوارگی فلسطینیان بودند. او می‌گوید که استدلال‌های مورخان نوین این روایت را به‌طور قابل توجهی به چالش کشید و منجر به بحث گسترده‌ای در دانشگاه و در گفتمان عمومی گسترده‌تر، از جمله روزنامه‌نگاران و ستون‌نویسان، سیاستمداران، شخصیت‌های عمومی و عموم مردم شد.
بن ژوزف هیرش بر این باور است که از اواخر دهه ۱۹۹۰تغییر قابل توجهی در نحوه نگرش به مسئله آوارگان فلسطینی در جامعه اسرائیل رخ داده و روایتی پیچیده‌تر مورد پذیرش بیشتر قرار گرفته‌است که این نکته را به رسمیت می‌شناسد که مواردی وجود داشت که نیروهای اسرائیلی فلسطینی‌ها را با اطلاع و مجوز رهبری اسرائیل اخراج کردند. بن ژوزف هیرش ویژگی‌هایی را که به کار مورخان نوین و بحث‌های ناشی از آن تغییر می‌دهد، توصیف می‌کند.
مورخان نوین در دهه ۱۹۹۰ مورد تقدیر قرار گرفتند. یک سری برنامهٔ تلویزیونی در سال ۱۹۹۸ به مناسبت پنجاهمین سالگرد اسرائیل از آثار آن‌ها استفاده کرد، همچنین در سال ۱۹۹۹ آثار آن‌ها در کتاب‌های درسی به دانش آموزان پایه نهم معرفی شد.
منتقدان مورخان نوین این تغییر را پذیرفته‌اند. اوی بیکر، در روزنامه جروزالم پست می نویسد که تأثیر آثار مورخان نوین بر تاریخ درگیری اعراب و اسرائیل «نمی‌تواند اغراق‌آمیز باشد». او می‌گوید که کار مورخان نوین در حال حاضر در دانشگاه جریان اصلی را تصاحب کرده و تأثیر آن‌ها محدود به محافل روشنفکری نبود. وی برای نشان دادن منظور خود تغییراتی در کتاب‌های درسی اسرائیل، اقدامات رهبران سیاسی اسرائیل و تحولات در روند صلح اسرائیل و فلسطین را ذکر می‌کند.

## انتقاد
نوشته‌های مورخان نوین مورد انتقادهای متعددی واقع‌شده‌است، هم از سوی مورخان سنتی اسرائیلی که آنها را به جعل جنایت‌های صهیونیستی متهم می‌کنند، و هم از سوی نویسندگان عرب یا حامی عرب که آنها را متهم به سفیدکردن حقیقت رفتارهای نادرست صهیونیست‌ها می‌کنند. افرائیم کرش آنها را متهم کرده‌است که به س سؤالاتی که به گفته وی بسیار مهم هستند توجه نکرده‌اند: چه کسی جنگ را آغاز کرد؟ نیت آن‌ها چه بود؟ چه کسی مجبور به دفاع شد؟ تلفات اسرائیل چقدر بود؟
در اوایل سال۲۰۰۲، مشهورترین مورخان نوین، بنی موریس، برخی از مواضع سیاسی شخصی خود را علناً معکوس کرد. اگرچه هیچ‌یک از نوشته‌های تاریخی خود را پس نگرفته‌است. موریس می‌گوید هنگام نگارش کتاب خود از مطالب آرشیوی تازه در دسترس استفاده نکرده‌است: «هنگام نوشتن مشکل آوارگان فلسطینی ۱۹۴۷–۱۹۴۹ در اواسط دهه ۱۹۸۰، من به مواد موجود در ارتش اسرائیل یا بایگانی هاگانا و مواد گران‌بها و نظامی بسیار کمی که در جاهای دیگر ذخیره شده‌است دسترسی نداشتم.»
آنیتا شپیرا انتقادات زیر را مطرح می‌کند:
یکی از اتهامات جدی تری که علیه «مورخان جدید» مطرح شد مربوط به استفاده اندک آن‌ها از منابع عربی بود. اوی شلایم در اقدامی پیشگیرانه در ابتدای کتاب جدید خود اظهار می‌دارد که تمرکز او بر سیاست اسرائیل و نقش اسرائیل در روابط با جهان عرب است و بنابراین او نیازی به اسناد عربی ندارد. [بنی] موریس مدعی است که می‌تواند مواضع اعراب را از اسناد اسرائیل برآورد کند. هر دو نویسنده از منابع اصلی عربی استفاده صرفاً ناچیزی می‌کنند که بیشتر این منابع در ترجمه انگلیسی آمده‌است … نوشتن تاریخی از روابط اسرائیل و جهان عرب که تقریباً به‌صورت انحصاری بر اساس اسناد اسرائیلی باشد باعث تحریفات آشکار می‌شود. هر طرح احتمالی اسرائیل، هر سوسو زدن یک ایده دور از ذهن که توسط دیوید بن گوریون و دیگر طراحان اسرائیلی بیان شده‌است، به‌عنوان شواهد قطعی برای برنامه‌های توسعه رژیم‌صهیونیستی به تاریخ راه پیدا می‌کند. برعکس، آنچه که ما از طرح‌های ناصر در مورد اسرائیل می‌دانیم، فقط از منابع ثانویه و دست سوم گرفته شده‌است.یواو گلبر، مورخ اسرائیلی در مصاحبه‌ای از مورخان نوین انتقاد کرد و گفت که جدا از بنی‌موریس، هیچ‌کدام از آن‌ها به هیچ وجه در تحقیقاتی که درمورد جنگ اعراب و اسرائیل ۱۹۴۸ انجام شده، مشارکت نداشته‌اند. با این حال، وی خاطرنشان کرد که آن‌ها به گفتمان عمومی در مورد جنگ کمک کرده‌اند.

### پساصهیونیسم
برخی از مفسران این نکته را مطرح‌کرده‌اند که تاریخ‌نگاری مورخان نوین از جنبشی موسوم به پساصهیونیسم الهام گرفته و به آن انگیزه داده‌است. عموماً واژه «پسا صهیونیست» را اسرائیلی‌های یهودی که منتقد فعالیت‌های صهیونیستی هستند و توسط صهیونیست‌ها به عنوان تضعیف‌کننده اخلاق ملی اسرائیل شناخته می‌شوند، برای توصیف خود به‌کار می‌برند. پسا صهیونیست‌ها در بسیاری از جزئیات مهم مانند وضعیت قانون بازگشت و سایر مسائل حساس با صهیونیست‌ها تفاوت دارند. پسا صهیونیست‌ها اشغال فلسطین را در ایجاد کشور اسرائیل امری محوری می‌دانند.
باروخ کیمرلینگ با انتقاد از تمرکز بر «پساصهیونیسم»، استدلال کرد که بحث در مورد این اصطلاح «مهمل، نیمه حرفه‌ای و عمدتاً سیاسی» است. به‌گفته کیمرلینگ، این اصطلاح به‌طور خودسرانه در مورد هرگونه تحقیق در مورد تاریخ، جامعه یا سیاست اسرائیل که انتقادی بوده یا انتقادی تلقی شود به‌کار رفته‌است. کیمرلینگ این بحث را برای تحقیق در این زمینه‌ها مضر دانست، زیرا تمرکز را از کیفیت و شایستگی بورسیه تحصیلی به این که آیا باید اثر را صهیونیستی یا پساصهیونیستی توصیف کرد منحرف نموده‌است. علاوه بر این، کیمرلینگ تأکید کرد که دانشگاهیان از تحقیقات جدی در مورد موضوعات جدلی منحرف شده‌اند و محیطی که این امر را تقویت می‌کند مانع تحقیقات دانشگاهیان جوانتر می‌شود که از ترس برچسب‌خوردن از سوی یکی از دو اردوگاه در هراسند.

### بنی موریس
- «مورخان قدیم» تا سال ۱۹۴۸ به عنوان شرکت کنندگان بزرگسال متعهد در تولد حماسی و باشکوه مشترک‌المنافع یهودی زندگی کردند. آنها نتوانستند زندگی خود را از این رویداد تاریخی جدا کنند، نتوانستند بی‌طرفانه و عینی به حقایق و فرایندهایی که بعداً در مورد آن‌ها نوشتند توجه کنند.[۱۸]
- «مورخان قدیم» عمدتاً بر اساس مصاحبه‌ها و خاطرات نوشته‌اند و در بهترین حالت از اسناد دسته‌بندی شده استفاده کرده‌اند که بسیاری از آن‌ها سانسور شده‌است.[۱۹]
- بنی موریس نسبت به مورخان قدیمی انتقاد کرده و آن‌ها را به‌طور کلی، مورخان واقعی توصیف نمی‌کند و می‌گوید آن‌ها تاریخ واقعی را تولید نکرده‌اند: «در حقیقت وقایع نگاران بودند و اغلب عذرخواهی می‌کردند»،[۲۰] و از کسانی که آن تاریخ را تهیه کرده‌اند به‌عنوان «کمتر صادق»، «فریبکار» و «گمراه کننده» یاد می‌کند.[۲۱]